# Le magnifique
Le Magnifique es una película de 1973 del director Philippe de Broca, protagonizada por Jean Paul Belmondo, Jacqueline Bisset y Vittorio Caprioli, entre otros.  La película satiriza las populares películas de espías al estilo James Bond.